# Biddeford
Biddeford, stad i York County, Maine, USA med cirka 22 100 invånare (2005). Den har enligt United States Census Bureau en area på 89,5 km².